# 갈레사우루스
갈레사우루스(Galesaurus)는 현재의 남아공에서 살았던 트라이아스기 초기의 키노돈트 중 하나이다. 이들이 처음 알려졌을 때인 1859년, 리처드 오웬은 갈레사우루스를 공룡으로 잘못 분류했다.

## 특징
발견된 가장 큰 갈레사우루스 두개골의 길이는 대략 12cm이다. 전체 화석을 보면 성체 게일우루스의 길이는 약 75~80cm임을 알 수 있다. 갈레사우루스는 다른 키노돈트와 달리 뻗은 자세를 가졌던 것으로 추정된다. 이는 갈레사우루스과의 전형적인 특징이기도 하다.
갈레사우루스를 조사한 결과 두 가지 뚜렷한 변형이 드러났다. 두 변형 사이의 주요 차이점은 가슴과 다리이음뼈 뿐만이 아니라 앞다리와 뒷다리의 미묘한 차이에도 있다. 형태학적 차이는 성적 이형성, 발생 과정 또는 두 아종의 존재로 인해 발생할 수 있다.

## 발견 및 명명
최초의 갈레사우루스 화석은 남아공의 카루 분지 에서 발견되었으며 1859년 고생물학자 리처드 오웬에 의해 명명되었다. 오웬은 표본에 갈레사우루스 플라니셉스라는 이름을 붙였다.  그런데 오웬은 갈레사우루스를 키노돈트가 아닌, 새로운 공룡으로 잘못 분류했다. 오웬은 갈레사우루스의 두개골이 당시 공룡으로 잘못 분류되었던 단궁류인 로팔로돈(Rhopalodon)과 닮았기 때문에 갈레사우루스를 용궁류라고 생각했던 것이다. 오웬은 갈레사우루스를 공룡으로 분류했음에도 불구하고 갈레사우루스를 포유류와 유사하다고 말했다. 당시 발견된 갈레사우루스의 표본은 상당히 많이 부서졌고 치아도 제대로 보존되지 않았다. 다행히 갈레사우루스의 화석이 최근에야 다시 발견되었는데 갈레사우루스의 잘 보존된 두개골을 통해 갈레사우루스에 대해서 많은 것을 알 수 있었고 그 결과 갈레사우루스는 키노돈트로 재분류 되었다.